# حرب الغزالة
حرب الغزالة رواية للروائية الليبية عائشة إبراهيم. صدرت الرواية لأوّل مرة في العام 2019، عن مكتبة طرابلس العلمية العالمية في طرابلس الغرب. ودخلت في القائمة الطويلة للجائزة العالمية للرواية العربية لعام 2020، المعروفة باسم «جائزة بوكر العربية».